# Kleinzschocher
Kleinzschocher – osiedle miasta Lipska w Saksonii w Niemczech. Leży w południowo-zachodniej części miasta, przynależy do okręgu administracyjnego Südwest.
Kleinzschocher powstało w XI wieku jako osada słowiańska. W XIX wieku nastąpił znaczny przyrost demograficzny. W 1834 miejscowość liczyła 724 mieszkańców, a w 1890 już 2231 mieszkańców. W kolejnym roku miejscowość włączono w granice Lipska.
Graniczy z osiedlami Plagwitz i Lindenau na północy, z Schleußig na wschodzie, z Großzschocher na południu i Grünau na zachodzie.